# Упале
Упале (пол. Upale) — село в Польщі, у гміні Дашина Ленчицького повіту Лодзинського воєводства.
Населення — 185 осіб (2011).
У 1975-1998 роках село належало до Плоцького воєводства.

## Демографія
Демографічна структура станом на 31 березня 2011 року:
|          | Загалом | Допрацездатний вік | Працездатний вік | Постпрацездатний вік |
| -------- | ------- | ------------------ | ---------------- | -------------------- |
| Чоловіки | 90      | 13                 | 58               | 19                   |
| Жінки    | 95      | 21                 | 47               | 27                   |
| Разом    | 185     | 34                 | 105              | 46                   |